# Charlotte Aagaard (tennisspiller)
Charlotte Aagaard (født 1. december 1977) er en dansk tidligere professionel tennisspiller. 
Aagaard repræsenterede det danske Fed Cup-hold i alt 16 gange mellem 1995 og 2001. 
Aagaard konkurrerede i ITF Circuit tournaments, vinder seks doubles titler.